# Маппет-шоу
«Маппет-шоу» (англ. The Muppet Show) — англо-американська телевізійна гумористична програма, створена Джимом Хенсоном. Виходила в 1976—1981 роках. Основними дійовими особами були ляльки-маппети.

## Історія
Ляльки-маппети, створені Джимом Хенсоном, спочатку були персонажами дитячої програми «Вулиця Сезам». Вирішивши зробити власне шоу, Хенсон зняв два пілотних випуски: у 1974 році — The Muppets Valentine Show з акторкою Міа Ферроу як запрошеною зіркою, а в 1975 — «Маппет Шоу: Секс і насильство» (Muppet Show: Sex and Violence). Головним героєм виступало жабеня Керміт, вже відоме з «Вулиці Сезам».
27 вересня 1976 року з'явився перший випуск. Програма показувала життя музичного театру, режисером якого був Керміт. У кожному випуску брали участь запрошені знаменитості, серед яких: Шарль Азнавур, Сільвестер Сталлоне, Пітер Устінов, Маріса Беренсон, Твіггі, Стів Мартін, Рудольф Нурєєв, Елтон Джон, Еліс Купер, Крістофер Рів, Джеймс Коберн, Роджер Мур, Брук Шилдс та багато інших. За п'ять років вийшло п'ять сезонів (120 півгодинних випусків). Останній випуск глядачі побачили 1 червня 1981 року.

## Продовження
З участю персонажів «Маппет-шоу» було знято кілька повнометражних фільмів: «Маппети» (The Muppet Movie, 1979), «Велика лялькова подорож» (The Great Muppet Caper, 1981), «Маппет завойовують Манхеттен» (The Muppets Take Manhattan, 1984), «Різдвяна пісня маппет-шоу» (The Muppet Christmas Carol, 1992), «Острів скарбів маппет» (Muppet Treasure Island, 1996), «Маппет-шоу з космосу» (Muppets from Space, 1999), «it's a very merry Muppet Christmas movie» (2002), «Жабеня Керміт: Роки в болоті» (Kermit's Swamp Years, 2002), «Маппет Шоу: Чарівник з країни Оз» (The Muppets' Wizard of Oz, 2005), «Маппет» (The Muppets, 2011) і «Маппет у розшуку» (Muppets Most Wanted, 2014).
З 1984 по 1990 роки виходив мультиплікаційний серіал для дітей «Лялечки-малятка» (Muppet Babies), де все ті ж персонажі були показані малюками.
Маппети з'являлися в програмі Джима Хенсона The Jim Henson Hour, яка в 1989 році пройшла на каналі NBC. У 1996 році, вже після смерті Хенсона маппети повернулися на телебачення в програмі «Маппети» (Muppets Tonight). Програма повторювала класичний формат «Маппет-шоу», тільки в сучасному стилі Late Night. Тут теж були запрошені зірки, наприклад: Мішель Пфайффер, Сандра Буллок, Пірс Броснан. Ведучою стала лялька Кліффорд. У цій програмі додали нових ляльок. Вона була закрита в 1998 році.